# Ústřední hřbitov (Jihlava)
Ústřední hřbitov v Jihlavě je největší a nejvýznamnější hřbitov v Jihlavě. Nachází se v západní části města, na adrese Žižkova 1866/95.

## Historie
Na hřbitově se pohřbívá od září 1869, prvním pohřbeným byl nádeník Matěj Mokrý. Do té doby se pohřbívalo především na hřbitově u Kostela svatého Ducha v centru města uzavřeného v roce 1868 a zbořeného roku 1891. Z tohoto hřbitova sem byly přeneseny cenné náhrobky. Ve stejné době byl nedaleko od hřbitova založen židovský hřbitov v ulici U Cvičiště.
Kaple Nanebevstoupení Páně byla postavena architektem Richardem Völkelem v novogotickém slohu v letech 1893–1894 (původní návrh zpracoval prof. August Prokop), která začala později sloužit jako obřadní síň. Na hřbitově se nachází též náhrobky vyrobené firmou Adolfa Loose staršího.
Po první světové válce zde vzniklo vojenské pohřebiště padlých několika národností. Na území hřbitova se nenachází krematorium, to bylo postaveno roku 1976 na severním okraji města, v části Bedřichov.